# Atmosfera stellare

Un'eclissi totale di Sole (Francia, 1999); si osservano distintamente la corona solare (biancastro) e la cromosfera (rosato), che costituiscono la sua atmosfera.

Per atmosfera stellare si intende la regione gassosa più esterna di una stella, che circonda i suoi strati più interni (il nucleo, la zona radiativa e convettiva) e la sua superficie (la fotosfera). L'atmosfera stellare più studiata è quella del Sole, la stella più vicina. La composizione dei gas atmosferici varia a seconda del tipo e dell'età della stella. Il componente prevalente è l'idrogeno, con una percentuale minoritaria di elio; gli elementi più pesanti, come l'ossigeno, il boro, il carbonio e così via, sono presenti in piccole percentuali o in tracce, e sono contenuti in massima parte negli strati interni della stella.

## Descrizione

### Cromosfera

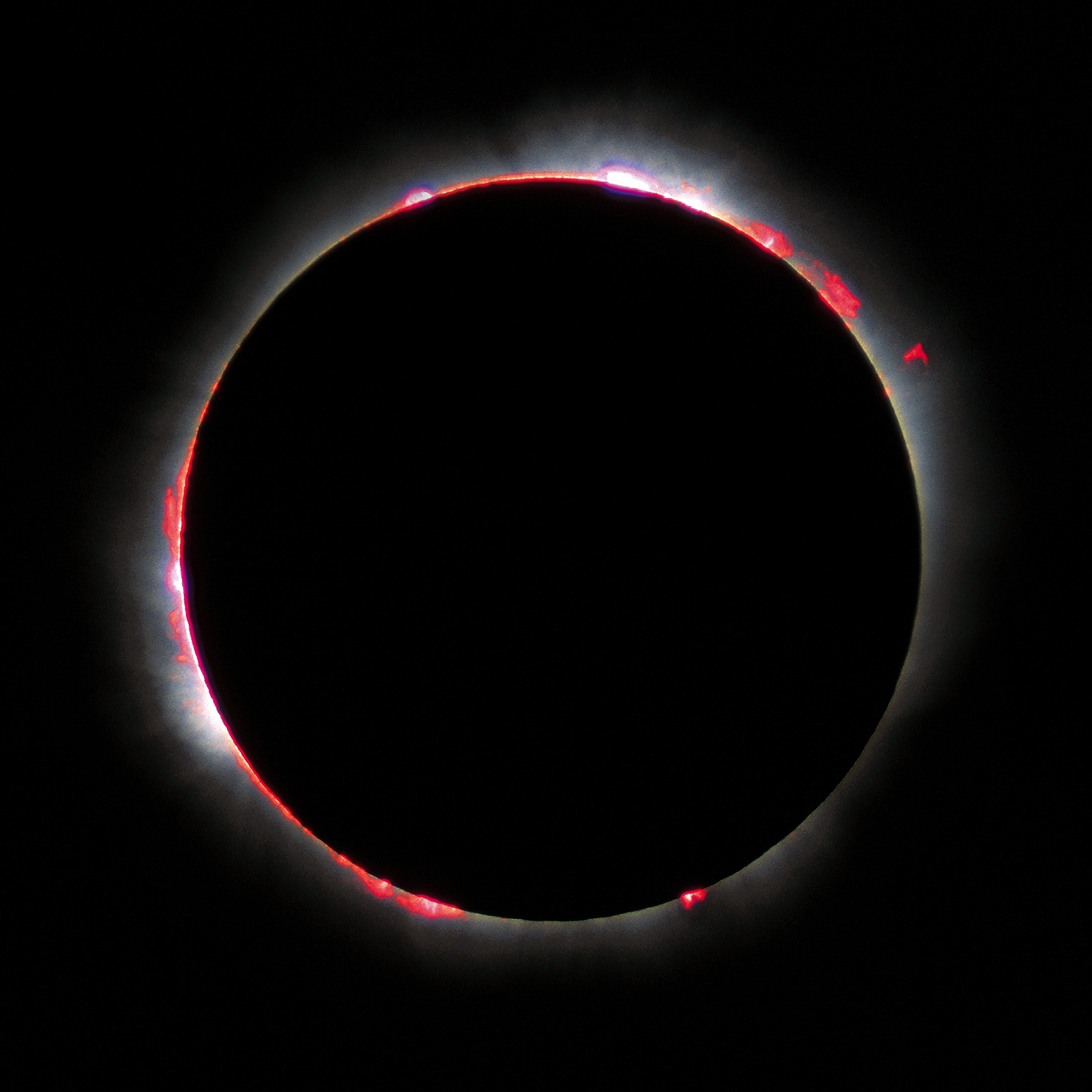
Cromosfera

La cromosfera è lo strato più basso e più freddo dell'atmosfera stellare. La base della cromosfera è costituita dal limite ottico della stella (la fotosfera), cioè il punto in cui il gas che la compone smette di essere trasparente alla luce. Non è visibile direttamente, a causa dell'estrema luminosità della fotosfera sottostante, ma si può vedere durante le eclissi o con speciali strumenti, i coronografi, che filtrano la luce stellare lasciando passare solo la lunghezza d'onda dell'idrogeno α. La cromosfera è anche sede di intense eruzioni, in corrispondenza al comparire di macchie stellari nella fotosfera, che liberano una energia pari a circa 1021 joule sotto forma di luce, raggi ultravioletti, raggi gamma e onde radio.
Il suo aspetto è quello di una prateria in fiamme: si vede una serie infinita di lingue di fuoco dette spicole, che ondeggiano incessanti e si estendono verso l'alto per circa 7.000 km. Nella sua parte bassa, la temperatura è inferiore a quella della fotosfera sottostante, ma dai 500 km di quota in su comincia a salire, fino a raggiungere e superare il milione di gradi nella parte più alta, al confine con la corona.

### Zona di transizione
Al di sopra della cromosfera si trova la zona di transizione, in cui la temperatura sale rapidamente dai circa 100 000 K degli strati più esterni della cromosfera, fino al milione di K tipico della corona; tale forte incremento causa una transizione di fase dell'elio, che qui diventa completamente ionizzato per le elevate temperature. La zona di transizione non possiede un limite di altitudine ben definito: forma infatti una sorta di alone attorno alle formazioni della cromosfera come le spicule ed i filamenti, ed è in moto costante e caotico. La zona di transizione non è visibile facilmente dalla Terra, ma è ben rilevabile dallo spazio attraverso strumenti sensibili alle lunghezze d'onda dell'ultravioletto lontano.

### Corona

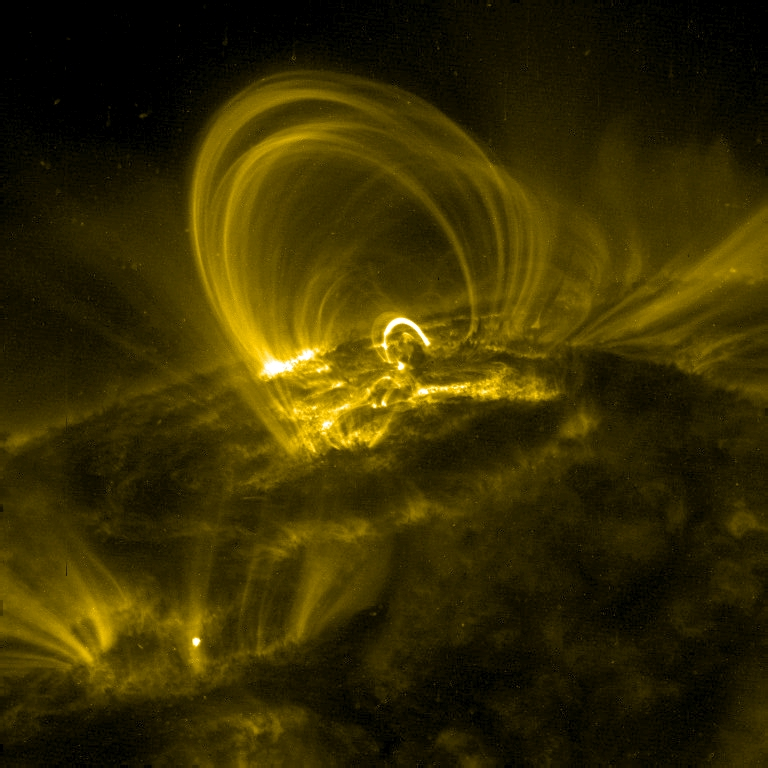
Alcuni anelli coronali fotografati dalla sonda TRACE con un filtro a 171 Å.

La corona è composta di gas estremamente rarefatto (con una densità media di qualche microgrammo per metro cubo) e caldissimo: la temperatura dei gas coronali può andare da uno ad alcuni milioni di gradi. Il motivo di una temperatura tanto alta è tuttora sconosciuto, anche se probabilmente è celato nell'interazione dei campi magnetici stellari con il gas, che in queste condizioni è completamente ionizzato e in forma di plasma.
Si estende dal limite della cromosfera fino allo spazio esterno, e la sua forma risente del campo magnetico solare e di quello, molto intenso, delle macchie solari: è sferica e molto estesa nei periodi di alta attività del sole e si restringe in modo irregolare nei periodi di sole calmo (niente macchie solari).
Come la cromosfera, non è possibile vederla direttamente, ma bisogna attendere una eclissi o usare degli strumenti particolari: quando è visibile, ha una luminosità circa uguale a quella della luna piena.
Data la sua enorme temperatura, la corona perde continuamente materia, che si disperde nello spazio esterno dando origine al vento solare. Anche nella corona l'effetto delle macchie solari provoca eruzioni, i flare (o brillamenti) le cosiddette protuberanze, getti di gas e materia verticalmente alla superficie della stella che si estendono per centinaia di migliaia di chilometri.